# Vippklematis

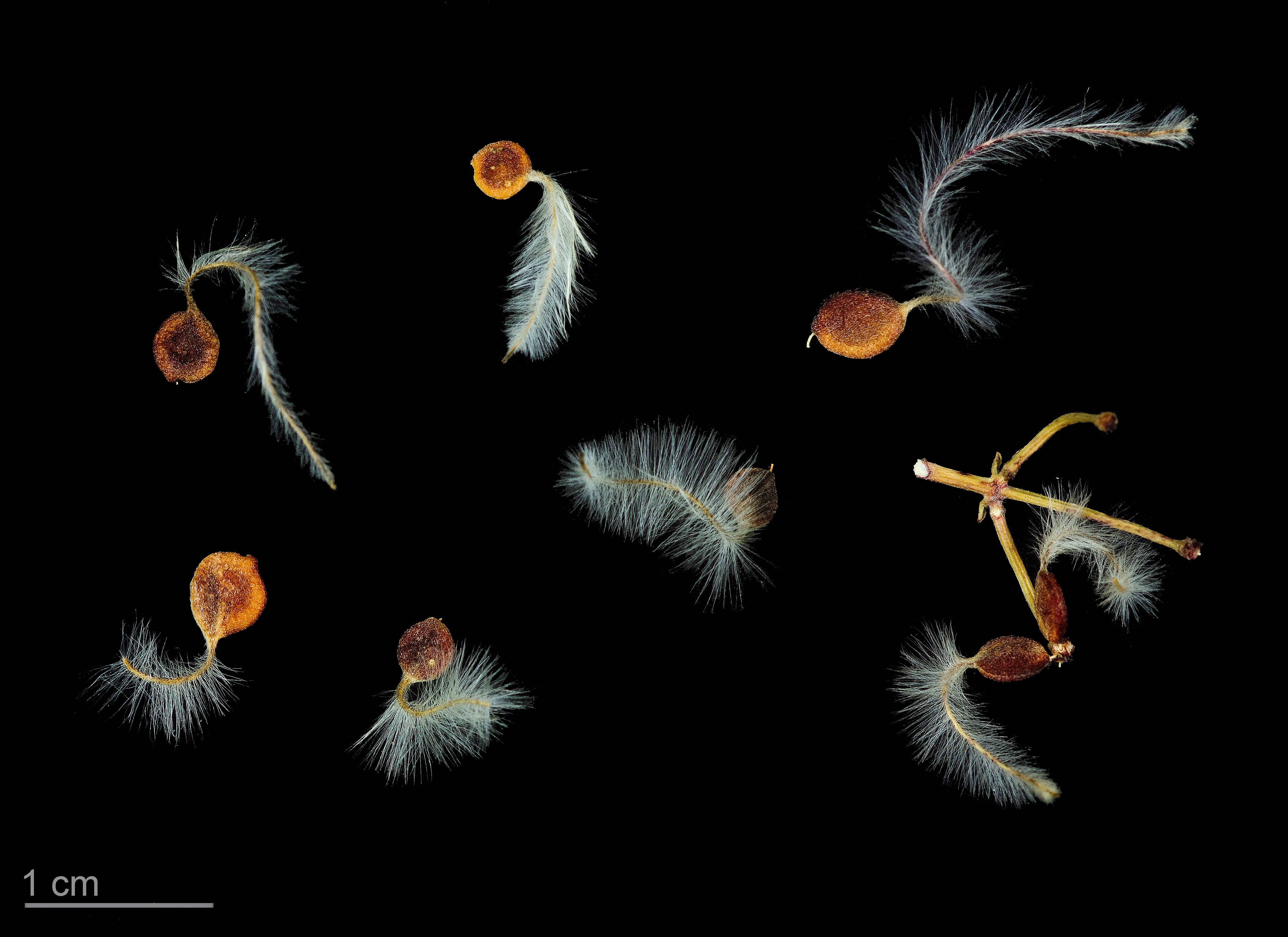
Clematis flammula

Vippklematis (Clematis flammula) är en art i familjen ranunkelväxter och förekommer från södra Europa till norra Iran.
Klättrande buske, 3-5 meter. Bladen är dubbelt parbladiga, med delblad som är mycket varierande i storlek och form, linjära till avlånga till nästan cirkelrunda, helbräddade till två- till treflikiga.
Blommorna är små, vita eller gräddvita, stjärnlika och kommer i stora klasar sammansatta av knippen. Hyllebladen är fyra, duniga på utsidan och i kanterna, 1–2 cm långa. Ståndarna är gula eller gräddgula. Achenier sammantryckta, diamantformade med fjäderlik pistill.
Blomman är väldoftande och arten blommar från juli till oktober.
Två varieteter erkänns:
- var. flammula
- var. maritima - är anpassad till Medelhavets sanddyner.

## Odling
Introducerades i odling redan runt 1590. Växten blommar på årsskotten och kan skäras ner hårt på våren.

## Sorter
- 'Crassifolia' - en urvalsform som känns igen på dina läderartade blad.
- 'Ithaca' - blommorna är något mindre än normalt för arten, de har dock bredare hylleblad. Bladen har en silvermarkering i mitten.
- 'Rubella' - blommorna är vita men har en rödaktig utsida.

## Hybrider
Hybriden mellan vippklematis och helbladig klematis (C. integrifolia) har fått namnet berlinerklematis (C. ×aromatica).
Hybriden mellan skogsklematis (C. viticella) och vippklematis heter mandelklematis (C. ×triternata). Kloner av båda dessa odlas i trädgårdar.

## Synonymer
var. flammula
- Anemone flammula (L.) E.H.L.Krause
- Clematis caespitosa Scop.
- Clematis canaliculata Lag.
- Clematis flammula proles fragrans Rouy & Foucaud
- Clematis flammula var. acutipetala Kuntze
- Clematis flammula var. caespitosa (Scop.) de Candolle
- Clematis flammula var. rotundifolia de Candolle
- Clematis flammula var. rubella de Candolle
- Clematis flammula var. stenophylla Heldr. ex Kuntze
- Clematis suaveolens Salisb.

var. maritima (L.) DC.
- Clematis flammula proles maritima (L.) Rouy & Foucaud
- Clematis maritima L.